# 어퍼캐나다
어퍼캐나다주(영어: Province of Upper Canada, 프랑스어: province du Haut-Canada) 또는 간략히 어퍼캐나다는 더 캐나다스의 일부로 1791년 그레이트브리튼 왕국이 설립했다. 이는 1763년부터 퀘벡 주로 불리던 지역을 효율적으로 통치하기 위함이었다. 어퍼캐나다는 과거 누벨프랑스의 일부였던 페다오에 위치한 남부 온타리오와 북부 온타리오 전체를 포함하고 있으며 오타와강이나 휴런호 또는 슈피리어호의 본류 지역을 포괄하지만 허드슨만 내의 본류 지역은 모두 제외시킨 지역이다. "어퍼"라는 접두사는 오대호를 따라 난 지리학적 위치를 반영한 것으로 이 지역은 로어캐나다와 달리 세인트로렌스강의 상류에 위치하고 있다.
미국 독립 전쟁 이후 왕당파들의 주요 정착지이자 목적지였던 어퍼캐나다는 삶의 방식이 영국적인 것으로 특징지어졌다. 어퍼캐나다에는 양원제 의회와 민법 및 형법이 로어캐나다나 다른 대영제국의 식민지의 법과는 달리 명확히 구별되었다. 이러한 분할은 북아메리카 식민지의 다른 지역의 왕당파들이 동일한 권리를 보장받기 위해 실시된 것이었다. 영국과 미국 사이에서 1812년 전쟁이 발발하자, 미국은 어퍼캐나다를 점령하기 위한 목적으로 어퍼캐나다를 침공했지만, 전쟁은 상황의 변화 없이 끝나게 되었다.
식민지 정부는 족벌파라 불리는 일부 집단들에 의해 지배되고 있었는데, 이 집단은 상원의 요직을 차지하고 있었고, 관리들을 임명하고 있었다. 1837년 비민주적 제도를 타도하기 위한 반란이 실패로 끝났다. 대의정치는 이후 1840년대에 정착되었다. 어퍼캐나다는 설립 때부터 1841년 2월 10일까지 유지되었고, 이후 로어캐나다와 캐나다주로 합병되었다.

## 지방 정부
어퍼캐나다의 지방 정부는 ‘지구’(District)가 기본 단위였다. 아래의 지명은 1792년에 지어졌으며, 1788년에 4개 지구가 있었다.
- 루넨버그 지구 ( 1792년에 동부 지구로 개칭)
- 메클렌버그 지구 (이후 미들랜드 지구으로 개칭)
- 나소 지역 (후 홈 지구로 개칭)
- 헤세 지구 (후 서부 지구로 개칭)

인구가 증가함에 따라 기존 지구 내에서 새로운 지구가 탄생했다. 1849년부터는 군 제가 시 제로 바뀌어 갔기 때문에 이쪽이 주류가 되었다. 당시 20 지구가 존재했지만 새로 켄트 지구를 설립하는 입법은 통과되지 못하고 끝난다. 1841년까지 지구 관리는 대개 그 지역 출신이 담당하였지만, 부 주지사가 임명했다. 지구의 관리 상황을 감시하는 소송을 취급하기 위하여 각 지구에는 연 4회 사계절 재판소가 설치되었다.

## 미영 전쟁 (1812년 -1815년)
미영 전쟁 동안 어퍼캐나다는 방어가 약하고, 미국에서 이민자가 많이 왔었기 때문에 미국의 주요 목표가 되었다. 그러나 미국의 분열, 소극적인 미국의 민병대, 능력이 떨어지는 미군의 지휘관, 거기에 영국군 지휘관 아이작 브록의 신속하고, 현명한 행동으로 어퍼캐나다는 영국령 북아메리카의 일부로 계속 보호될 수 있었다.
영국군은 1812년 8월 6일에 디트로이트를 점령했다. 미시간 준주는 영국군의 지배 하에 놓이게 되었고, 1813년에 영국군이 포기할 때까지 계속되었다.
어퍼캐나다 영토에서 싸운 전투는 다음과 같은 것이 있었다.
- 퀸스턴 하이츠 전투, 1812년 10월 13일
- 요크 전투, 1813년 4월 27일
- 조지 요새 전투, 1813년 5월 27일
- 스토니 크릭 전투, 1813년 6월 5일
- 비버 댐즈 전투, 1813년
- 이리호 전투, 1813년 9월 10일
- 테임즈 전투, 1813년 10월 5일
- 크라이슬러 농원 전투, 1813년 11월 11일
- 뉴어크 방화, 1813년 12월 10일
- 치페와 전투, 1814년 6월 5일
- 런디스레인 전투, 1814년 7일 25일

미국 영내의 어퍼캐나다 경계인 북서부 영토 (대부분은 오늘날의 미시간), 뉴욕주 북부 및 오대호에서도 많은 전투가 이루어졌다.
전쟁이 교착상태에 빠지자, 영미 양국은 1815년에 비준된 헨트 조약을 맺어 전쟁을 끝내고 양국 모두 전쟁 이전의 원래 상태로 복원하기로 합의했다.

## 반란 분자와 1837년의 반란
1800년 이후 왕당파에 의해 식민지가 동쪽으로 향하게 관리 되어가는 것에 의문을 던지는 반란 분자가, 식민지도 영국 본국 관리에도 나타났다. 그 지도자는 로버트 소프 조셉 윌콕스, 로버트 그레이 및 궁극 인화성은 윌리엄 라이언 맥켄지였다. 그들은 세금, 토지에 관한 정책, 영국 성공회와 가족 맹약의 특권 정부 세출 예산 및 보도의 자유에 대한 체제에 죄다 도전했다. 모든 시민은 선거권은 없어도 말할 권리는 있다고 주장했지만, 당파는 만들지 않았다. 1831년에 왕당파가 맥켄지를 의회에서 추방하면 분쟁이 확대되었다. 1837년 , 반란 세력들의 간단한 무장 봉기는 실패했다. 정부는 미국의 영향을 비난하고 "이 나라는 불행하게도 미국 시민의 정착이 너무 많이 인정되어 장려되었다. 때문에 사회에 불성실한 적이 있다 .. . 식민지의 많은 지역에서 교사들은 미국인이다 .... 이러한 교사는 영국을 전혀 모르고 학생들을 가르칠 때 영국과 식민지의 관계가 던지는 의무를 누구 하나도 가르칠 수 없다 "고 했다. 과두 정치인 가족 맹약을 수호하는 왕당파는 다음과 같이 설명했다. "급진파, 혁명가 혹은 파괴 분자는 모든 미국의 개척자와 땅 투기업자로 구성되어 있으며, 오래된 계급의 농부에서 단순 무식한 무리와 매년 미국이나 영국에서 오는 모험 무리가 각 국가의 법률에서 벗어나려고 하고 있다. "
더럼 선생님의 '책임있는 정부'의 지지에 의해 왕당파 세력을 없애 점차 대중은 정부의 빈약함, 불공평한 토지와 교육 정책 및 성급한 수송 수요에 대한 잘못된 관심을 거절해 갔다. 1840년대 후반까지 로버트 볼드윈과 루이 라퐁텐의 책임있는 정부가 실현되어 갔다.

## 인구
| 연도 | 인구    | ±%     |
| --- | ------- | ------ |
| 1806 | 70,718  | —      |
| 1811 | 76,000  | +7.5%  |
| 1814 | 95,000  | +25.0% |
| 1824 | 150,066 | +58.0% |
| 1825 | 157,923 | +5.2%  |
| 1826 | 166,379 | +5.4%  |
| 1827 | 177,174 | +6.5%  |
| 1828 | 186,488 | +5.3%  |
| 1829 | 197,815 | +6.1%  |
| 1830 | 213,156 | +7.8%  |
| 1831 | 236,702 | +11.0% |
| 1832 | 263,554 | +11.3% |
| 1833 | 295,863 | +12.3% |
| 1834 | 321,145 | +8.5%  |
| 1835 | 347,359 | +8.2%  |
| 1836 | 374,099 | +7.7%  |
| 1837 | 397,489 | +6.3%  |
| 1838 | 399,422 | +0.5%  |
| 1839 | 409,048 | +2.4%  |
| 1840 | 432,159 | +5.6%  |
| Source: Statistics Canada website Censuses of Canada 1665 to 1871. See United Province of Canada for population after 1840. |         |        |

## 같이 보기
- 캐나다의 역사
- 어퍼캐나다 하원
- 지하철도 (비밀결사)